# دافي أيرونز
دافي أيرونز (بالإنجليزية: David Irons)‏ هو مدرب كرة قدم ولاعب كرة قدم بريطاني في مركز الوسط، ولد في 18 يوليو 1961 في غلاسكو في المملكة المتحدة. لعب مع دونفرملين أثلتيك وسانت جونستون وكوين أوف ساوث ونادي آير يونايتد ونادي بارتيك ثيسل.

## وصلات خارجية
- دافي أيرونز على موقع قاعدة بيانات كرة القدم.إي يو (الإنجليزية)
- دافي أيرونز على موقع Soccerbase.com (لاعب) (الإنجليزية)
- دافي أيرونز على موقع عالم كرة القدم.نت (الإنجليزية)